# Jules Jacques Veyrassat
Jules Jacques Veyrassat (Parigi, 12 aprile 1828 – Parigi, 2 luglio 1893) è stato un pittore e incisore francese, legato alla Scuola di Barbizon.

## Biografia
Jacques Veyrassat nacque e studiò pittura a Parigi con Henri Lehmann. Già a soli vent'anni espose le sue prime opere al Salon. Si fece conoscere e apprezzare per i suoi dipinti, ma successo e fama aumentarono notevolmente non appena egli si applicò, negli anni 1860, all'arte dell'incisione. Come incisore, infatti, i suoi lavori gli valsero numerose medaglie e la sua competenza in tale ramo dell'arte fu pienamente riconosciuta quando lo scienziato inglese Philip Gilbert Hammerton (1834-1894) gli chiese di lavorare per lui alla stesura di diversi suoi testi sull'arte dell'incisione, fra cui: "Chapter on Animals" (1874) assieme ad Hamerton e Karl Bodmer, e "Etching and Etchers" (1880), terza edizione di un testo, cui collaborarono artisti come Whistler, Haden, Palmer, Josef Israëls, Jacquemart, Adolphe Appian, Legros, Unger e Hubert von Herkomer.
Veyrassat continuò ad accumulare successi e riconoscimenti, sia come pittore sia come incisore. Nel 1872 ricevette un'altra medaglia per i suoi dipinti. Fu certamente uno dei pittori e incisori più premiati per i suoi lavori sulla natura.
Generalmente Veyrassat viene associato alla Scuola di Barbizon e le sue opere vengono  spesso paragonate a quelle di Charles Jacque (1813-1894) o a quelle di Jean-François Millet (1814-1875), che egli conosceva personalmente.
Morì a Parigi nel 1893, a 65 anni. 

Nelle sue opere egli sviluppò e applicò la tecnica e lo stile Barbizon, in particolare nella rappresentazione della vita rurale francese, più tradizionale e più profondamente contadina. Riprodusse, ad esempio, in modo ammirevole, l'allevamento e il lavoro dei cavalli in agricoltura.
La sua fama fece il giro d'Europa e, senza dubbio, egli è assai più conosciuto in Gran Bretagna che nel suo paese natale. Peraltro, Veyrassat non lasciò mai la Francia.

## Musei
Negli Stati Uniti d'America
- City Art Gallery, Manchester;

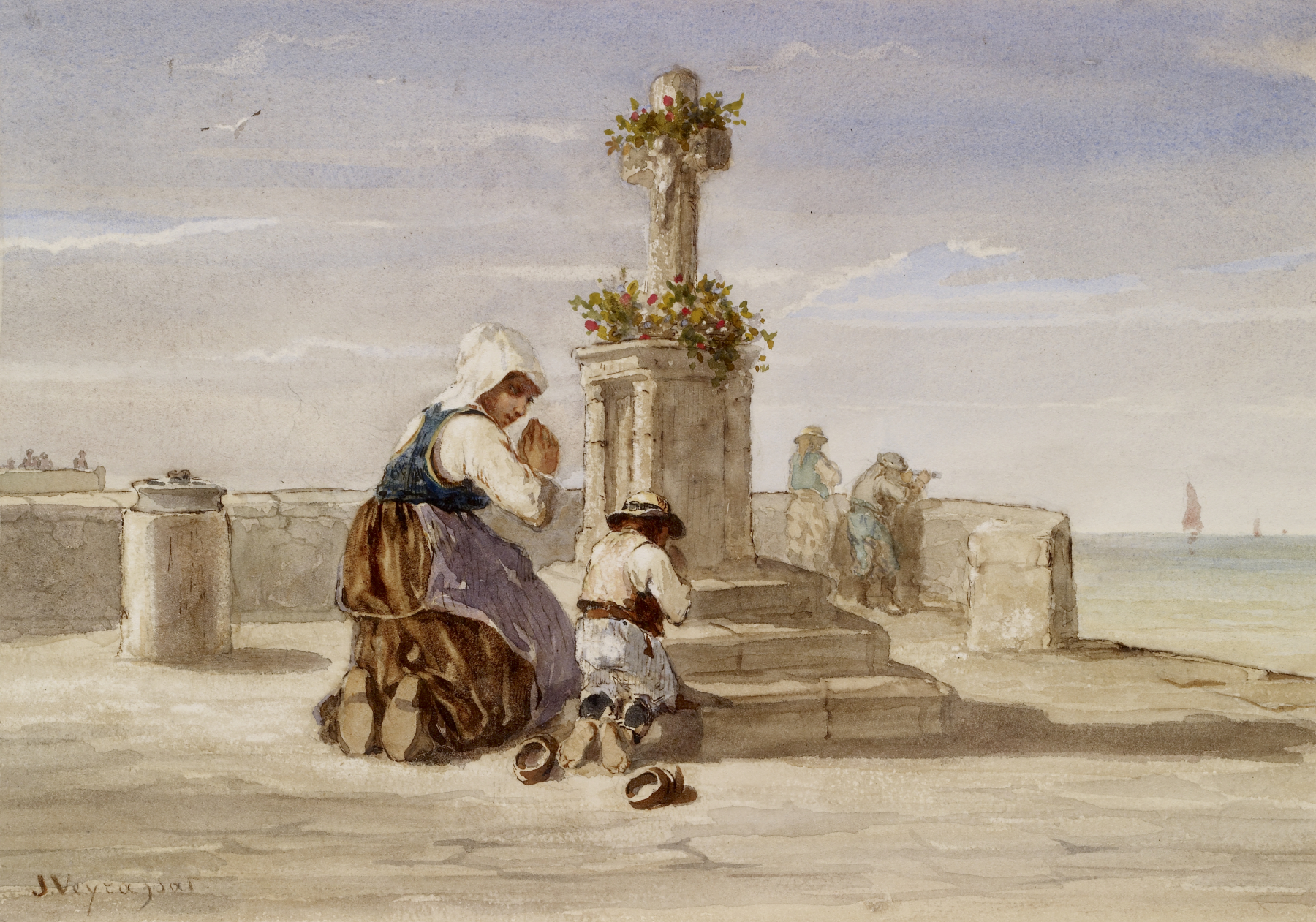
Inginocchiati dinnanzi alla Croce

- De Young Museum, San Francisco (California);
- Legion of Honor Museum, San Francisco (California);
- Clark Art Institute, Williamstown (Massachusetts);
- California Palace of the Legion of Honor, San Francisco (California);
- Walters Art Museum, Baltimora (Maryland).

In Francia
- Museo di Grenoble: La fenaison;
- Museo del Louvre, Parigi;
- Museo d'Orsay, Parigi;
- Musée du quai Branly, Parigi;
- Musée Alfred-Danicourt, Péronne: Chevaux au labour;
- Musée des Augustins, Tolosa;
- Museo delle Belle Arti di Pau: Chevaux de halage sur la Seine;
- Museo delle Belle Arti di Béziers: Les cascarrottes au lavoir;
- Museo delle Belle Arti di Digione: Vue d'Auxerre;
- Museo delle Belle Arti di Rennes: Le chargement de la charrette;
- Museo municipale di La Roche-sur-Yon: Fontaine à Hendaye;
- Museo delle Belle Arti di Rouen: Étude algérienne, o Scène arabe;
- Museo di Soissons: Cour de ferme.

## Galleria d'immagini

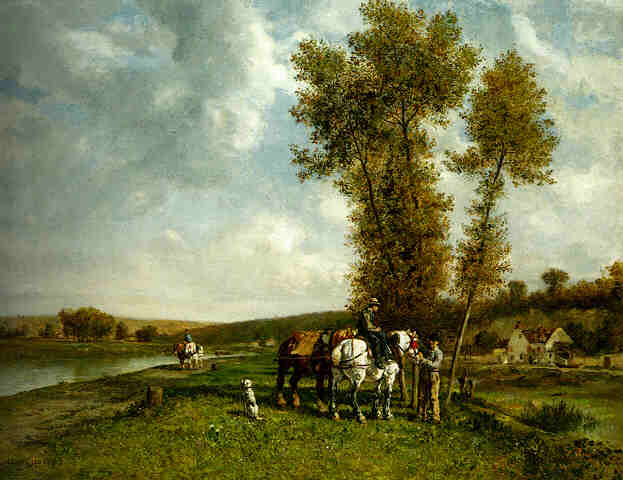
Sulle rive della Senna
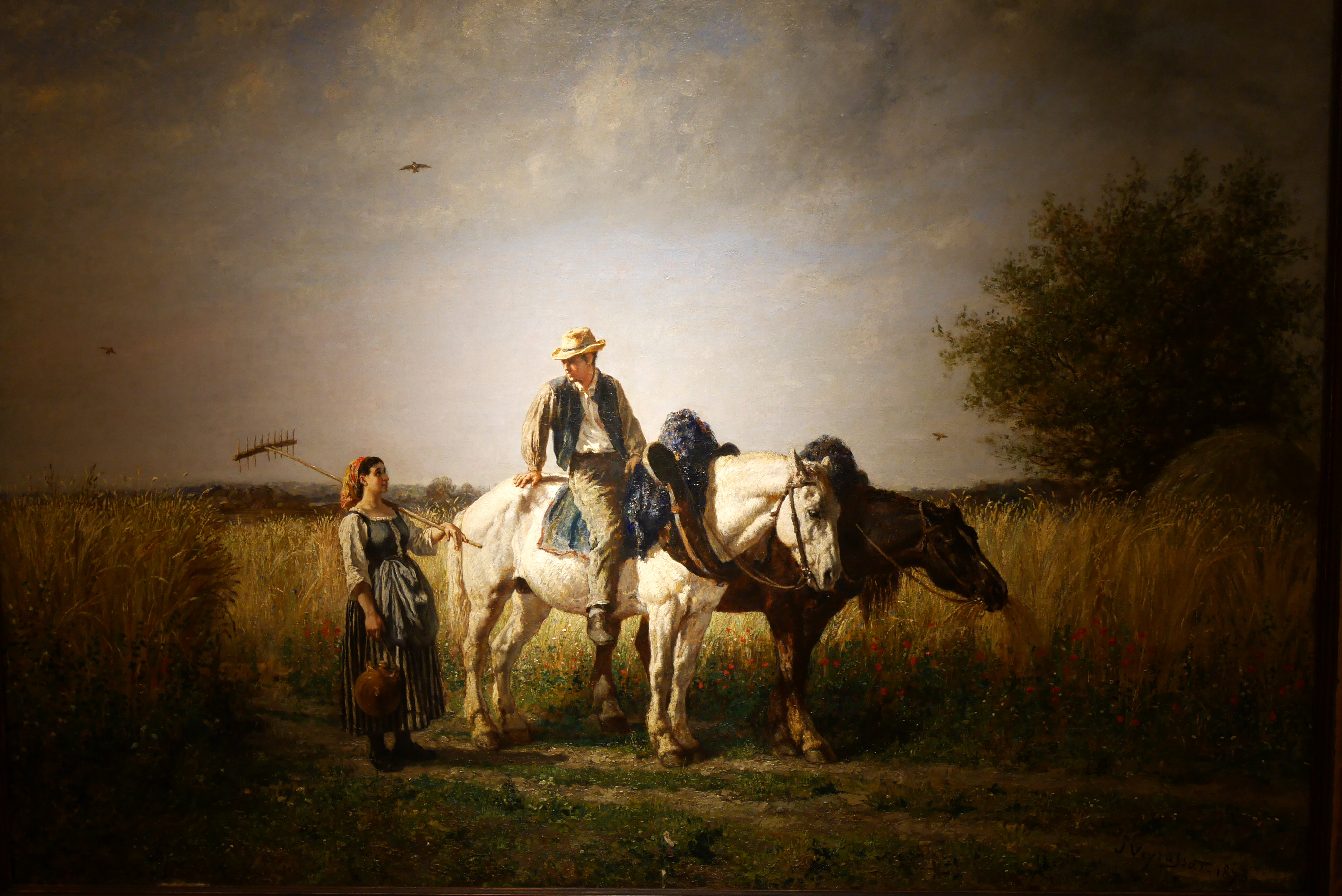
Tornando dai campi
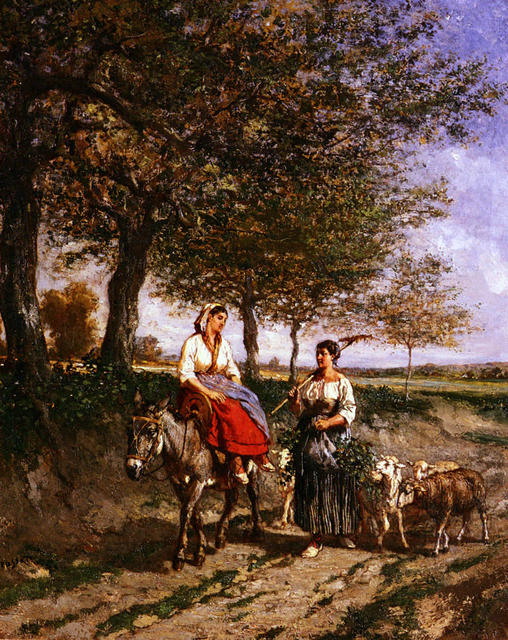
Ritorno a casa
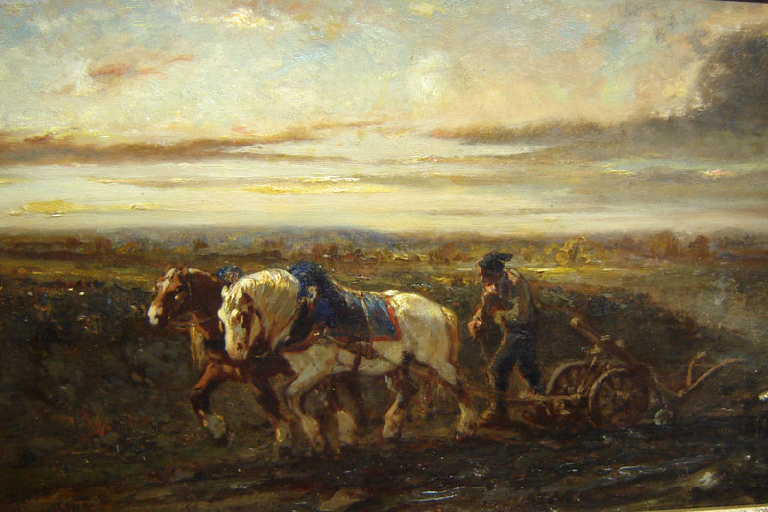
Cavalli da lavoro